# Guido Rampoldi
Guido Rampoldi (Roma, 1952) è un giornalista e scrittore italiano.

## Biografia
Laureato in filosofia, Rampoldi lavora dal 1983 per La Stampa, di cui dal 1987 è corrispondente estero. Nel 1993 passa a La Repubblica, dove lavora fino al 2011. In questi 25 anni ha seguito le maggiori crisi internazionali, dalle transizioni post-socialiste alle guerre jugoslave, scrivendo reportage, analisi e commenti dal Medio oriente, Asia, Sud America ed Europa Orientale. Negli anni 2000 ha seguito in particolare gli eventi legati all'invasione dell'Iraq e alla guerra in Afghanistan.
Dal 2016 al 2017 collabora saltuariamente con Il Fatto quotidiano e dal 2021 con Domani.
Per i suoi scritti Rampoldi ha vinto alcuni tra i maggiori premi di giornalismo, tra i quali il premio Luigi Barzini all'inviato speciale nel 2007. Ha vinto inoltre il premio Mad David. 
Rampoldi ha pubblicato saggi sullo sterminio come pratica politica dal dopoguerra ad oggi (L'innocenza del Male, Laterza 2004) e sull'uso politico degli idrocarburi nel mondo contemporaneo (I giacimenti del potere, Mondadori 2006). Un suo romanzo ambientato in Afghanistan (La mendicante azzurra, Feltrinelli 2008) ha vinto il Premio Bagutta opera prima nel 2009. Il suo successivo romanzo (L'acrobata funesto, Feltrinelli 2012) è stato letto come una satira del giornalismo corrente. 

## Opere
- L'innocenza del Male, Laterza 2003
- I giacimenti del potere, Arnoldo Mondadori 2006
- La mendicante azzurra, Feltrinelli 2008
- L'acrobata funesto, Feltrinelli 2012